# Tony Parker
Tony Parker, francoski košarkar, * 17. maj 1982, Bruges, Belgija.